# Leszek Możdżer
Leszek Możdżer właśc. Lesław Henryk Możdżer (ur. 23 marca 1971 w Gdańsku) – polski kompozytor, pianista jazzowy i producent muzyczny, twórca muzyki filmowej.

## Życiorys
Urodził się w Gdańsku. Grę na fortepianie rozpoczął w wieku pięciu lat za namową rodziców.
W 1996 otrzymał dyplom ukończenia Akademii Muzycznej im. Stanisława Moniuszki w Gdańsku. Naukę pobierał w klasie fortepianu pod kierownictwem Andrzeja Artykiewicza na Wydziale Instrumentalnym.
Jest laureatem nagrody Ad Astra przyznawanej przez Ministra Kultury i Dziedzictwa Narodowego, nagrody polskiego przemysłu fonograficznego „Fryderyka” i Paszportu „Polityki”. Wielokrotnie nagradzany w plebiscytach i konkursach muzycznych m.in.: czasopisma Jazz Forum, Jazz Juniors, Jazz Melomani.
Działalność artystyczną rozpoczął od występów w zespole klarnecisty Emila Kowalskiego, a następnie z grupą Miłość, z którą uzyskał pierwsze sukcesy artystyczne. Jest wieloletnim współpracownikiem kompozytorów filmowych Jana A.P. Kaczmarka i Zbigniewa Preisnera. Wraz ze szwedzkim kontrabasistą Larsem Danielssonem i izraelskim perkusistą Zoharem Fresco współtworzy trio jazzowe. Solo, jako członek zespołu oraz sideman nagrał ponad osiemdziesiąt albumów oraz odbył szereg koncertów na całym świecie m.in. w Stanach Zjednoczonych, Brazylii, Argentynie, Kanadzie.
Współpracował z takimi wykonawcami i grupami muzycznymi jak m.in.: Marcus Miller, Janusz Muniak, David Gilmour, Jacek Olter, Zbigniew Namysłowski, Lester Bowie, Adam Pierończyk, Kazik Staszewski, Michał Urbaniak, Tomasz Stańko, Lipali, Phil Manzanera, Anna Maria Jopek, Pat Metheny, Eldo, Bończyk & Krzywański, L.U.C., Janusz Radek, David Friesen, Olo Walicki, Andrzej Olejniczak, Adam Klocek, Piotr Wojtasik, Orkiestra Aukso, Adam Makowicz, Andrzej Bauer, Przemek Dyakowski, Tymon Tymański, Wojciech Pilichowski, Lars Danielsson, Cæcilie Norby, Walter Norris, Iva Bittová, Michael Wollny, Iiro Rantala, Myslovitz, Blenders, Grammatik, Behemoth czy Michał Czachowski.
W 30. rocznicę powstania „Solidarności” oraz 200-lecia urodzin Fryderyka Chopina w ramach Solidarity of Arts 2010 na Targu Węglowym w Gdańsku kompozytor przygotował widowisko jazzowe. Od roku 2011 organizuje nad Jeziorem Strzeszyńskim w Poznaniu coroczne wiosenne festiwale jazzowe Enter Music Festival, w których pełni funkcję dyrektora artystycznego.
W 2012 został, jako pierwszy Polak, wybrany na funkcję przewodniczącego jury międzynarodowego konkursu pianistycznego Montreux Jazz Piano Competition (2012) – konkursu, który począwszy od 1999 odbywa się corocznie w ramach Montreux Jazz Festival i jest organizowany pod patronatem Quincy Jonesa.
W grudniu 2015 w Warszawskiej Operze Kameralnej miała miejsce prapremiera opery Możdżera pt. Immanuel Kant na podstawie dramatu Thomasa Bernharda.

## Spektakle teatralne

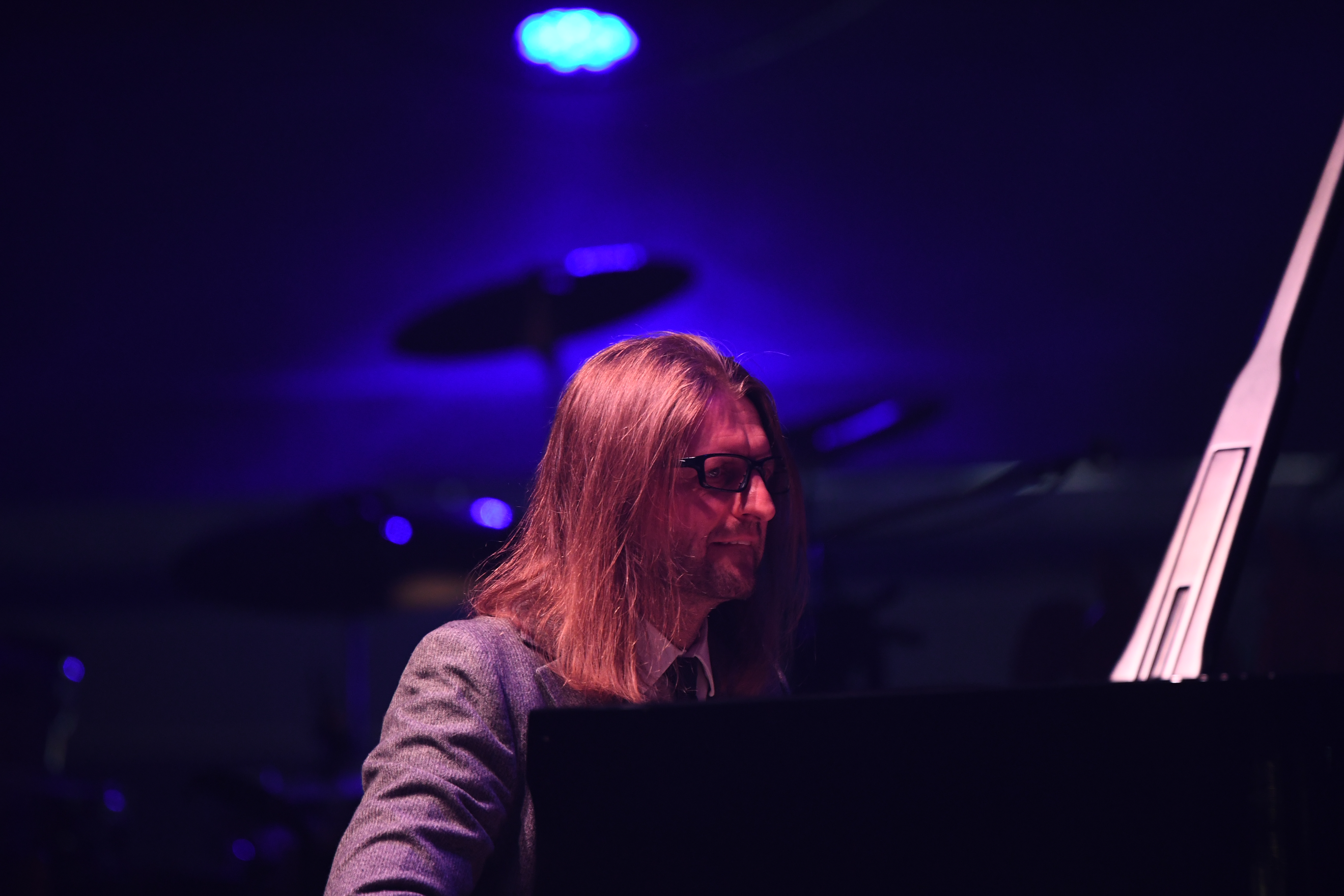
Leszek Możdżer (2023)

- „Hair” (1999, Teatr Muzyczny im. Danuty Baduszkowej w Gdyni, kierownictwo muzyczne)
- „Tango z lady M.” (2000, Polski Teatr Tańca – Balet Poznański Poznań, muzyka)
- „Sen nocy letniej” (2001, Teatr Muzyczny im. Danuty Baduszkowej w Gdyni, kierownictwo muzyczne)
- „Rewizor” (2002, Teatr Dramatyczny w Warszawie, muzyka)
- „Mandarynki i pomarańcze” (2003, Teatr Muzyczny-Operetka Wrocławska Wrocław, aranżacja muzyczna i muzyka)
- „...a ja tańczę” (2003, Polski Teatr Tańca – Balet Poznański Poznań, muzyka)
- „Bajlandia” (2004, muzyka)[13]
- „Wariat i zakonnica” (2005, Wydziały Zamiejscowe PWST Kraków Wrocław, muzyka)
- „Scat, czyli od pucybuta do...” (2005, Teatr Muzyczny Capitol Wrocław, muzyka)
- „Śmierdź w górach” (2006, Teatr Muzyczny Capitol Wrocław, kierownictwo muzyczne, muzyka)[14]
- „Operetka” (2007, Teatr Muzyczny Capitol Wrocław, muzyka)
- „Śluby panieńskie” (2007, Teatr Narodowy w Warszawie, muzyka)[15]
- „Sen nocy letniej” (2007, PWST Kraków, muzyka)
- „Rekonstrukcja poety” (2008, muzyka)
- „One” (2008, Teatr im. Aleksandra Fredry Gniezno, muzyka)

## Filmografia
- „Weiser” (jako muzyk na dworcu, 2000, film psychologiczny/dramat, reżyseria: Wojciech Marczewski)
- „Żółty szalik” (jako pianista na cocktailu, 2000, dramat obyczajowy, reżyseria: Janusz Morgenstern)
- „Pub 700” (jako on sam, 2007, film dokumentalny, reżyseria: Sylwester Latkowski)[16]
- „Efekt Chopina” (jako on sam, 2010, film dokumentalny, reżyseria: Krzysztof Dzięciołowski)[17]
- „Miłość” (jako on sam, 2012, film dokumentalny, reżyseria: Filip Dzierżawski)[18]
- „Granatowy zeszyt” (jako on sam, 2013, film dokumentalny o Witoldzie Lutosławskim, reżyseria: Natasza Ziółkowska-Kurczuk; Możdżer jest też autorem opracowania muzycznego filmu oraz współwykonawcą muzyki)[19]
- „Polskie gówno” (jako „Garbus”, lokaj Romana Blooma, 2014, film muzyczny, reżyseria: Grzegorz Jankowski, scenariusz: Tymon Tymański)[20]

## Nagrody, wyróżnienia i odznaczenia

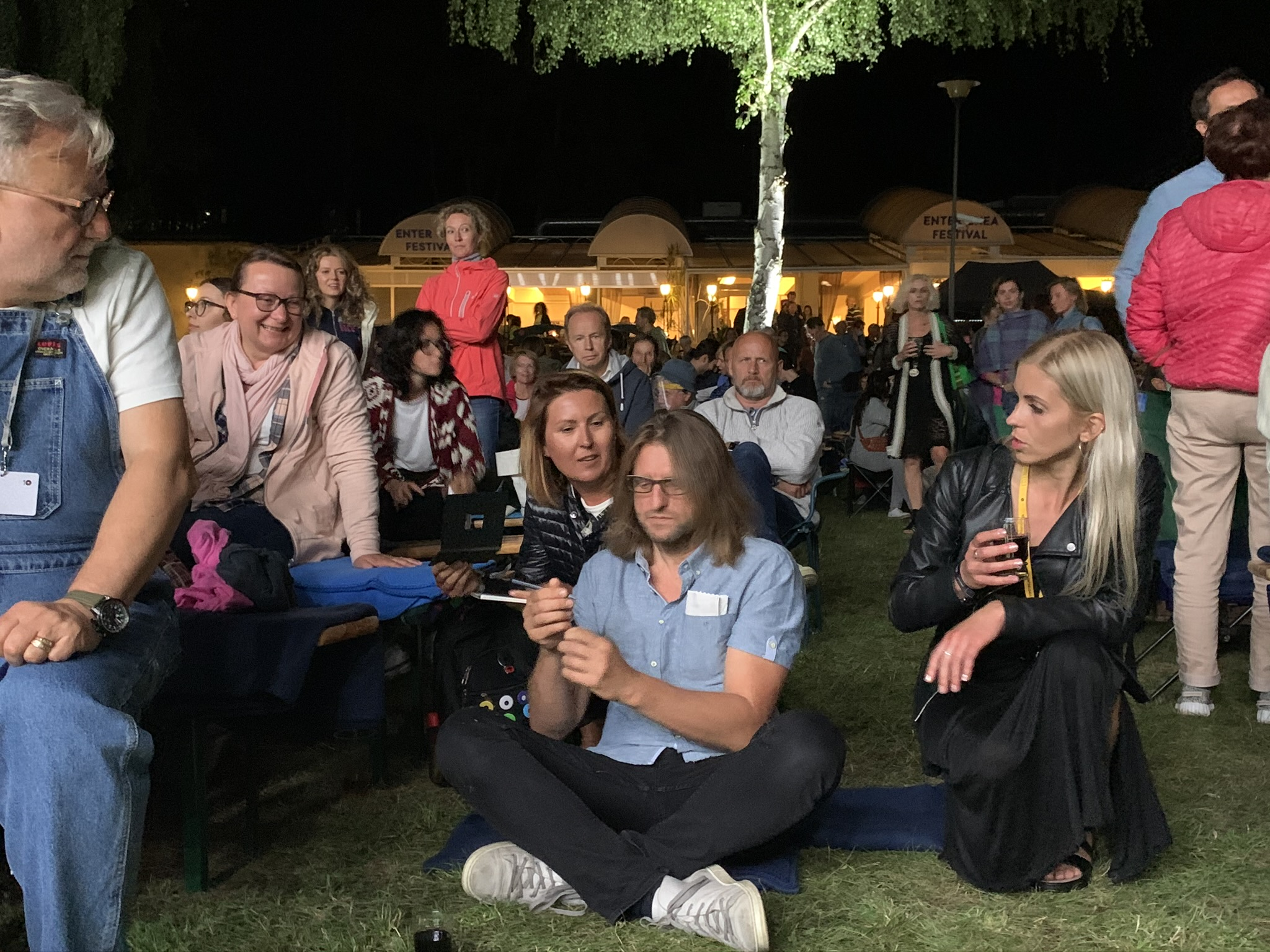
Leszek Możdżer wśród publiczności Festiwalu Enter 2020

- 1992: XVII Jazz Juniors – wyróżnienie[21]
- 1992: XVII Jazz Juniors – II nagroda wraz z grupą Miłość[21]
- 1994: Międzynarodowy Konkurs Improwizacji Jazzowej w Katowicach – I miejsce[6]
- 1997: Nagroda Miasta Gdańska w Dziedzinie Kultury „Splendor Gedanensis”[22]
- 1998: Nominacja do nagrody Polskiego przemysłu fonograficznego Fryderyki 1998 w kategorii Jazzowy album roku (Leszek Możdżer i Adam Pierończyk – Live in Sofia)[23]
- 1999: Nagroda Polskiego przemysłu fonograficznego Fryderyki 1999 w kategorii Jazzowy muzyk roku[23]
- 1999: Nagroda Prezydenta Miasta Gdańska za wybitne osiągnięcia artystyczne[6]
- 2001: Ad Astra nagroda Ministra Kultury i Dziedzictwa Narodowego[6]
- 2004: Wiktory 2004 Nagroda w kategorii najpopularniejszy piosenkarz lub artysta estrady[24]
- 2004: Nagroda Miasta Gdańska w Dziedzinie Kultury „Splendor Gedanensis” za płyty: „Makowicz vs. Możdżer At The Carnegie Hall” i „Piano-Live”[22]
- 2005: Nagroda Grand Prix Jazz Melomani w kategorii Muzyk roku[25]
- 2005: Laureat Paszportu Polityki w kategorii Rock-Pop-Estrada za wybitny zmysł interpretatorski i wyobraźnię muzyczną[26][27]
- 2006: Nominacja do nagrody jazzowej Grand Prix Jazz Melomani w kategorii Artysta Roku 2006[28]
- 2006: Nagrody Polskiej Estrady Prometeusz[29][30]
- 2006: Złota batuta za Zasługi dla Kultury Polskiej[31]
- 2006: Wielka Nagroda Fundacji Kultury[32][33]
- 2009: Odcisk dłoni kompozytora w Promenadzie Gwiazd w Gdańsku na dziedzińcu Filharmonii Bałtyckiej[34]
- 2009: Nagroda Prezydenta Miasta Gdańska „Neptuny”[35]
- 2010: Nagroda Miasta Gdańska w Dziedzinie Kultury „Splendor Gedanensis” za koncert Możdżer + i płytę „Kaczmarek by Możdżer”[22]
- 2011: Fryderyk za najlepszą oryginalną ścieżkę dźwiękową „Kaczmarek by Możdżer”[36]
- 2011: Medal Ignacego Paderewskiego[37][38]
- 2013: Krzyż Kawalerski Orderu Odrodzenia Polski[39][40]
- 2015: Brązowy Medal „Zasłużony Kulturze Gloria Artis”[41] (wręczony w 2021)[42]
- 2019: Nagroda na 44. Festiwalu Polskich Filmów Fabularnych w Gdyni za najlepszą muzykę do filmu Ikar. Legenda Mietka Kosza[43]
- 2020: Nagroda Specjalna na 34 Tarnowskiej Nagrodzie Filmowej za erudycję oraz twórczą, pełną wirtuozerii rekonstrukcję muzyki Mieczysława Kosza w filmie Ikar. Legenda Mietka Kosza
- 2023: Złoty artKciuk na Interdyscyplinarnym Festiwalu Sztuk Miasto Gwiazd[44]
- 2023: Medal św. Wojciecha za wybitne dokonania artystyczne rozsławiające Gdańsk nie tylko w Polsce, ale i na świecie[45]
- 2025: Jazz top 2024 – Laureaci Ankiety Krytyków: zwycięzca w kategoriach: „muzyk roku”, „fortepian” i „kompozytor”; ponadto „Beamo” (z Larsem Danielssonem i Zoharem Fresco) – 2 miejsce w kategorii „album roku” i „koncert roku”, a „Passacaglia” (z Adamem Bałdychem) – 4 miejsce w kategorii „album roku”[46]